# قلعه حسن
 قلعه حسن  اسم لقرية صغيرة تـتبع بلدة جناح (بالفارسية: بخش جناح ) من توابع مدينة بستك وتقع في محافظة هرمزگان في جنوب غرب إيران. إحدى قرى « إقليم فرامرزان».

## حدود قرية قلعه حسن
حدود قرية قلعه حسن: من الشمال قرية دهنو قلندران، ومن الجنوب دهنو خواجه، من الغرب قرية عالي أحمدان ومن الشرق تنتهي بـقرية هنكويه.

## السكان
يبلغ عدد سكان هذه القرية حسب تعداد السكان لعام 2006 للميلاد، (30) نسمة تشكل (2) عائلة، من أهل السنة والجماعة وعلى المذهب الشافعي. يتكلمون الفارسية باللهجة المحلية. لديهم مسجد ومدرسة مشتركة، وعدة برك لحفظ مياه الأمطار. يوجد في الضلع الجنوبي للقرية آثار قلعة قديمة يقال أن يرجع تاريخ بنائه إلى قبل الإسلام. كذلك يوجد بها بعض المواقع الأثرية القديمة.

## وصلات خارجية
- التقسيمات الادارية لمحافظة هرمزگان